# Rejon uciański
Rejon uciański (lit. Utenos rajono savivaldybė) – rejon we wschodniej Litwie.
Według Spisu Ludności z 2001 roku ok. 0,6% (287 osób) populacji rejonu stanowili Polacy.

## Podział administracyjny
Rejon podzielony jest na 9 gmin wiejskich:
- Daugailių seniūnija,
- Kuktiškių seniūnija,
- Leliūnų seniūnija,
- Saldutiškio seniūnija,
- Sudeikių seniūnija,
- Tauragnų seniūnija,
- gmina Uciana (Utenos seniūnija),
- Užpalių seniūnija,
- Vyžuonų seniūnija.

W skład rejonu wchodzi:
- 1 miasto (Uciana),
- 8 miasteczek,
- 592 wsi.